# Pelicinus marmoratus
Pelicinus marmoratus är en spindelart som beskrevs av Simon 1891. Pelicinus marmoratus ingår i släktet Pelicinus och familjen dansspindlar. Inga underarter finns listade i Catalogue of Life.